# أساسانتين
أساسانتين (بالإنجليزية: Asasantin)‏
الأساسانتين هو مزيج من العقارات أو الادوية:
- حمض الصفصاف، ألمسكن علامته ألتجارية الأسبرين.[1][2]
- ديبيريدامول، ديبيريدامول (وهو دَواءٌ مُضَاد لِتكدُّس الصفيحات) Dipyridamole، وهو دواء يمنع تشكيل الجلطة ويسبب توسع الأوعية عندما تعطى في جرعات عالية على مدى فترة زمنية قصيرة.